# Атимия
Атимия  (на гръцки: ἀτιμία, „срам и презрение“) – едно от най-тежките наказания в гражданското право на Древна Атина, представляващо лишаване от правата по гражданското състояние, обществен позор и презрение на виновния. Лицата, засегнати от атимия, нямат право да говорят в Народното събрание, да изпълняват функциите си, да служат в армията, да участват в Олимпийските игри.
Атинската Атимия означава в различните му степени на пълно или ограничено лишаване от граждански права, представлява τιμή (чест) на гражданин, и е сила, или чрез решение на съда, или просто в резултат на неизпълнение на всякакви граждански задължения. Преотстъпване е три рода :
1. ἀτιμία κατὰ προστάξεις, най-ниска степен, загуба на само някои граждански права, например, ако някой, който започна процес на обществени, или да го спира по време на делото не се получи пети от гласовете на съдиите, той е бил лишен от правото да въведе такива процедури;
2. ἀτιμία του σώματος, лишаване от граждански права. Изложени на такова лишаване не посмя да бъде на площада, на обществени места и в публична среща, не може да се оплаче пред съда и за провеждане на процесите, с една дума, опитайте цивилни мъртъв, но ако той поема правото на гражданин (ἐπίτιμος), след това се подлага на най-строги наказания (ср. Ένδειξις). Понякога права реставрирана, но това се случва много рядко, и то само със съгласието на не по-малко от 6000 души. Случаи на такова лишаване от права по всяко престъпление отделно,
3. ἀτιμία του σώματος καὶ των χρημάτων е подобен на предишния, но все пак свързана с конфискацията на имущество, използвано в някои престъпления. Какво е по-често наказва нейните публични длъжници не са платили дълговете си към девета pritanov когато размерът на дълга удвоява. В този случай, правата са възстановени, когато дългът е платен, но ако длъжникът е починал без да е изпълнил задълженията си, лишаване от права пусна към своите деца и внуци.

В Спарта, пълното лишаване от права бяха тези, които избягали от бойното поле (τρέσαντες) и които се пренебрегват народните обичаи и социалното благоприличие. Athymia разбрана като бакалаври, и те са били лишени от правото да купуват и продават . Athymia може да отиде за децата на осъденото лице. Е бил използван по-специално, не успя да накаже Talon и всички лица, задлъжнели към държавата.